# Stora amerikanska faunautbytet

Exempel på migrerande arter i Syd- och Nordamerika. Olivfärgade avser nordamerikanska arter med sydamerikanska förfäder, och blå avser sydamerikanska arter med nordamerikanskt ursprung.

Det stora amerikanska faunautbytet var en zoogeografisk händelse under sen kenozoikum, då land- och sötvattenlevande fauna spred sig från Nordamerika, via Centralamerika till Sydamerika, och vice versa. Detta möjliggjordes av att Panamanäset bildades på grund av vulkanisk aktivitet och därmed band samman de tidigare separata kontinenterna.
Kontinenterna hade tidigare varit samlade som Pangaea, men den bröts upp och Sydamerika isolerades för cirka 80 miljoner år sedan. Det hade före faunautbytet förekommit spridning av arter mellan kontinenterna, förmodligen över havet, men migreringen ökade drastiskt för ungefär 2,7 miljoner år sedan, under piacenza, det vill säga sen pliocen. Händelsen resulterade i den slutgiltiga sammanlänkningen av den neotropiska och den nearktiska regionen, vilket bildade Amerika. Utbytet av arter är tydligt både genom biostratigrafi och neontologi. Den mest dramatiska effekten märks på däggdjurens zoogeografi, men det skapade även möjligheter för reptiler, groddjur, leddjur, mindre kraftfulla flygande fåglar och flygoförmögna fåglar, såväl som färskvattenfiskar, att sprida sig.
Det stora amerikanska faunautbytet beskrevs första gången 1876 av Alfred Russel Wallace, som kallats "biogeografins fader". Wallace hade tillbringat åren 1848–1852 i Amazonområdet, där han studerat och samlat in djur. Andra vetenskapsmän som spelat en viktig roll i förståelsen av händelsen är Florentino Ameghino, W. D. Matthew, W. B. Scott, Bryan Patterson, George Gaylord Simpson och S. David Webb.
Liknande faunautbyten skedde tidigare under kenozoikum, då de tidigare isolerade landmassorna som idag utgör Indiska subkontinenten och Afrika krockade med Eurasien för respektive cirka 50 och 30 miljoner år sedan.